# Alloesia chlorophana
Alloesia chlorophana là một loài bọ cánh cứng trong họ Cerambycidae.